# Porricondylinae
I Porricondylinae sono una sottofamiglia di insetti dell'ordine dei Ditteri (sottordine Nematocera, famiglia Cecidomyiidae) comprendente specie micetofaghe.

## Descrizione
I caratteri morfologici distintivi di questa sottofamiglia risiedono negli articoli delle antenne. L'antennomero ha una forma a fiasco, con parte distale sottile e allungata. In corrispondenza del restringimento dell'antennomero è presente un sensillo a forma di ferro di cavallo. Sulle antenne sono presenti due serie di verticilli di setole sensoriali: una serie è formata da setole brevi disposte a verticillo sulla dilatazione prossimale, un'altra è formata da setole più lunghe disposte sui tratti sottili.
Altri caratteri, condivisi con i Cecidomyiinae, sono il basitarso più breve del secondo articolo e l'assenza di ocelli.

Venatura alare

## Sistematica
La sottofamiglia si suddivide in 7 tribù:
- Tribù Asynaptini. Comprende i seguenti generi:
  - Asynapta
  - Camptomyia
  - Colomyia
  - Feltomyina
  - Parasynapta
  - Pseudocamptomyia
- Tribù Diallactiini. Comprende i seguenti generi:
  - Diallactia
  - Haplusia
- Tribù Dicerurini. Comprende i seguenti generi:
  - Dicerura
  - Neosynepidosis
  - Tetraneuromyia
- Tribù Dirhizini. Comprende il seguente genere:
  - Dirhiza
- Tribù Heteropezini. Comprende i seguenti generi:
  - Henria
  - Heteropeza
  - Heteropezina
  - Miastor
- Tribù Porricondylini. Comprende i seguenti generi:
  - Basicondyla
  - Claspettomyia
  - Coccopsis
  - Holoneurus
  - Isocolpodia
  - Monepidosis
  - Neocolpodia
  - Paracolpodia
  - Parepidosis
  - Porricondyla
  - Schistoneurus
  - Solntsevia
- Tribù Winnertziini. Comprende i seguenti generi:
  - Kronomyia
  - Parwinnertzia
  - Winnertzia